# Medicina tradicional africana

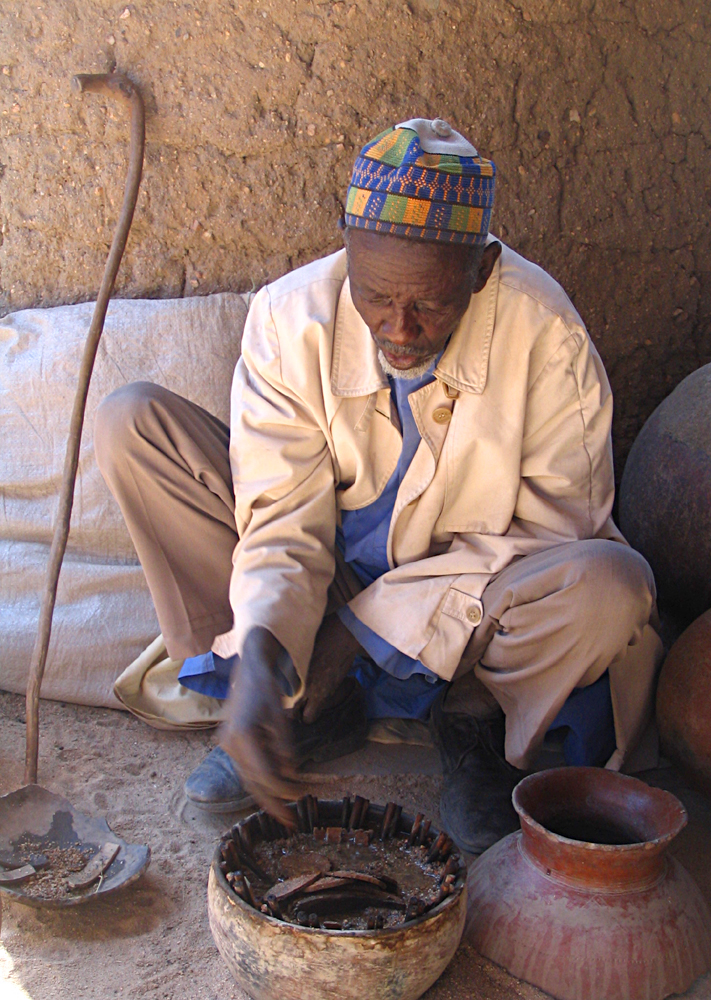
Un endevinador del Camerun que utilitza un cranc d'aigua dolça.

La medicina tradicional africana és una disciplina que implica la fitoteràpia indígena i l'espiritualitat africana. Típicament implica els endevins, les llevadores i els herbaires. Els practicants de la medicina tradicional africana al·leguen que poden guarir diverses condicions com són el càncer, els trastorns psiquiàtrics, la pressió arterial alta, el còlera, la majoria de les malalties venèries, l'epilèpsia, asma, èczema, febre, ansietat, depressió, la hiperplàsia benigna de pròstata, les infeccions del tracte urinari, la gota, i la curació de ferides i cremades, i fins i tot l'Ebola.
El diagnòstic es realitza a través de mitjans espirituals i es prescriu un tractament, que en general consisteix en un remei d'herbes. Es considera que aquest no té no la capacitat de curació, sinó també un significat simbòlic i espiritual. La medicina tradicional africana, amb la seva creença que la malaltia no es deriva de les casualitats, sinó a través del desequilibri espiritual o social, difereix molt de la medicina occidental la qual es basa en la tècnica i l'analítica. Al segle xxi, els productes farmacèutics moderns i els procediments mèdics segueixen sent inaccessibles per a gran nombre de persones d'Àfrica per mor del cost relativament alt i la concentració de centres de salut als centres urbans.
Abans de l'establiment de la medicina cosmopolita, la medicina tradicional era el sistema mèdic dominant per a milions de persones a l'Àfrica, però l'arribada dels europeus va ser un punt d'inflexió notable en la història d'aquesta antiga tradició i cultura. Hi ha una manca de la documentació detallada dels coneixements tradicionals, que generalment es transfereixen oralment.

## Plantes medinals

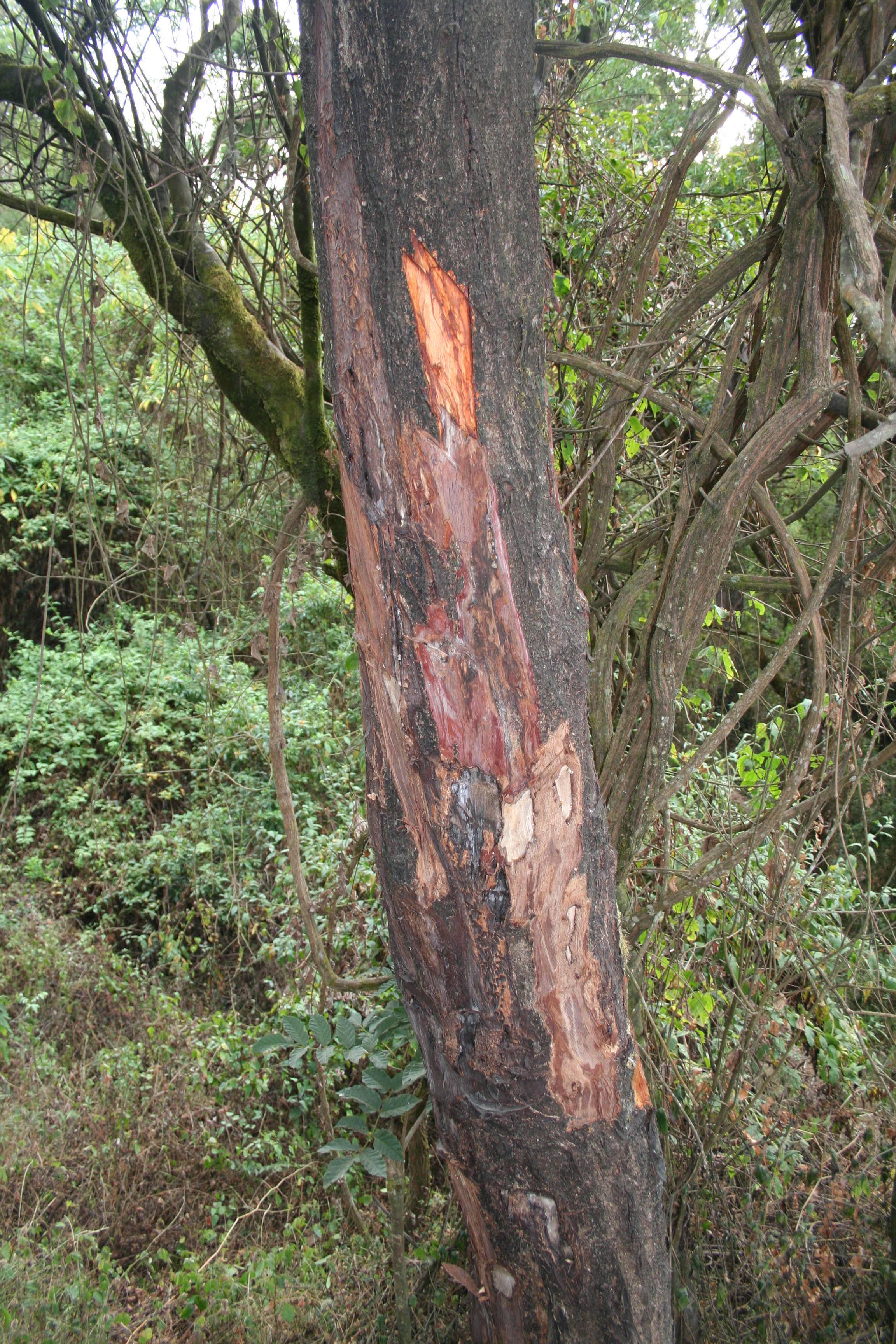
Escorça de Prunus africana.

Àfrica té moltes plantes medicinals. De les 6.400 espècies de plantes usades a Àfrica tropical, més de 4.000 es fan servir com plantes medicinals. Algunes tenen significació simbòlica i espiritual.
Els exemples de plantes medicinals inclouen:

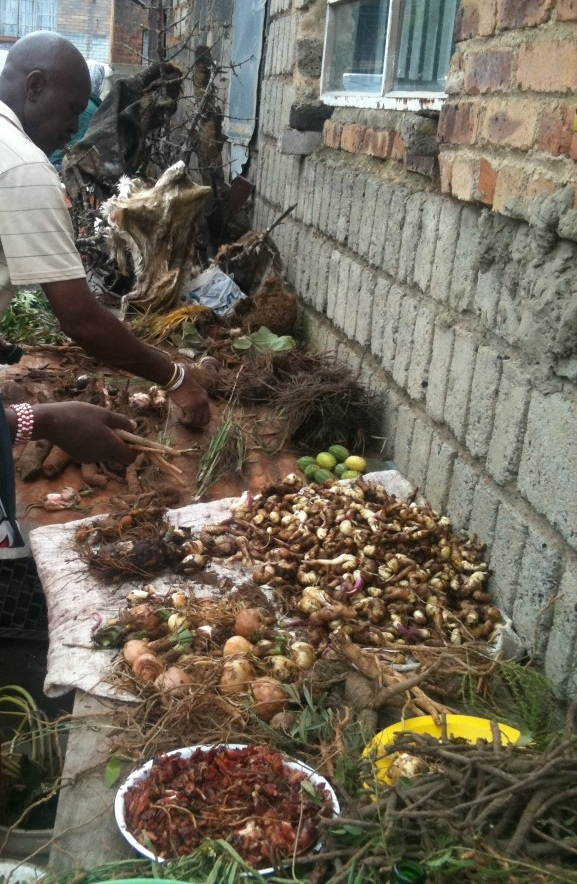
Preparació de medicines tradicionals (muti)

- Pygeum (Prunus africana):per guarir la hiperplàsia benigna prostàtica.[1]
- Securidaca longipedunculata: contra diverses malalties, entre elles l'artritis

| Planta               | Descripció       |
| -------------------- | ---------------- |
| Amaranthus dubius    |                  |
| Amaranthus hybridus  |                  |
| Amaranthus spinosus  |                  |
| Asystasia gangetica  |                  |
| Centella asiatica    |                  |
| Ceratotheca triloba  |                  |
| Chenopodium album    |                  |
| Emex australis       |                  |
| Galinsoga parviflora |                  |
| Justicia flava       |                  |
| Momordica balsamina  |                  |
| Oxygonum sinuatum    |                  |
| Physalis viscosa     |                  |
| Senna occidentalis   | usada en el cafè |
| Solanum nodiflorum   |                  |
| Tulbaghia violacea   |                  |

Relació entre metges convencionals i practicants de la medicina tradicional a l'est i sud d'Àfrica:
| País        | Doctor:Pacient                                                                   | TMP:Pacient                                       | Referències                                                                                     |
| ----------- | -------------------------------------------------------------------------------- | ------------------------------------------------- | ----------------------------------------------------------------------------------------------- |
| Botswana    |                                                                                  | TMP estimat de 2.000 el 1990                      | Moitsidi, 1993                                                                                  |
| Eritrea     | Metges estimats de 120 el 1995                                                   |                                                   | Govern d'Eritrea, 1995                                                                          |
| Etiòpia     | 1:33.000                                                                         |                                                   | World Bank, 1993                                                                                |
| Kenya       | 1:7,142                                                                          | 1:987 (Urban-Mathare)                             | World Bank, 1993                                                                                |
|             | 1:833 (Urban-Mathare)                                                            | 1:378 (Rural-Kilungu)                             | Good. 1987                                                                                      |
| Lesotho     |                                                                                  | TMPs estimats de 8.579 el 1991                    | Scott et al. 1996                                                                               |
| Madagascar  | 1:8.333                                                                          |                                                   | World Bank, 1993                                                                                |
| Malawi      | 1:50.000                                                                         | 1:138                                             | Msonthi i Seyani, 1986                                                                          |
| Moçambic    | 1:50.000                                                                         | 1:200                                             | Green et al. 1994                                                                               |
| Namíbia     |                                                                                  | 1:1.000 (Katutura) 1:500 (Cuvelai) 1:300(Caprivi) | Lumpkin, 1994                                                                                   |
| Somàlia     | 1:14.,285 (Total) 1:2.149 (Mogadishu) 1:54.213 (regió Central) 1:216.539 (Sanag) |                                                   | World Bank, 1993; Elmi et al. 1983                                                              |
| Sud-àfrica  | 1:1.639 (Total) 1:17,400 (Homeland areas)                                        | 1:700-1,200 (Venda)                               | World Bank, 1993 (Venda and Overall), Savage, 1985* Arnold and Gulumian, 1987* (Homeland areas) |
| Sudan       | 1:11.000                                                                         |                                                   | World Bank, 1993                                                                                |
| Swazilàndia | 1:10.000                                                                         | !:100                                             | Green, 1985; Hoff and Maseko, 1986                                                              |
| Tanzània    | 1:33.000                                                                         | 1:350-450 a DSM                                   | World Bank, 1993; Swantz, 1984                                                                  |
| Uganda      | 1:25.000                                                                         | 1:708                                             | World Bank, 1993; Amai, 1997                                                                    |
| Zàmbia      | 1:11,000                                                                         |                                                   | World Bank, 1993                                                                                |
| Zimbabwe    | 1:6,250                                                                          | 1:234 (urban) 1:956(rural)                        | World Bank, 1993; Gelfand et al. 1985                                                           |

*TMP es refereix a Practicant de la Medicina Tradicional (Traditional Medical Practitioner)
Notes: Les referències amb un asterisc són en Cunningham, 1993.